# Alyar
Alyar (ryska: Алияр) är en ort i Azerbajdzjan.   Den ligger i distriktet Şəki Rayonu, i den centrala delen av landet, 230 kilometer väster om huvudstaden Baku. Alyar ligger 414 meter över havet och antalet invånare är 549.
Terrängen runt Alyar är kuperad åt sydväst, men åt nordost är den platt. Närmaste större samhälle är Byuyuk-Dakhne, 12,2 kilometer väster om Alyar. 
Trakten runt Alyar består till största delen av jordbruksmark. Runt Alyar är det ganska glesbefolkat, med 38 invånare per kvadratkilometer.